# Sunne distrikt, Jämtland
Sunne distrikt är ett distrikt i Östersunds kommun och Jämtlands län. Distriktet ligger omkring Orrviken i mellersta Jämtland. 

## Tidigare administrativ tillhörighet
Distriktet inrättades 2016 och utgörs av Sunne socken i Östersunds kommun.
Området motsvarar den omfattning Sunne församling hade 1999/2000.

## Tätorter och småorter
I Sunne distrikt finns två tätorter och tre småorter.

### Tätorter
- Hara
- Orrviken

### Småorter
- Digernäs (del av)
- Digernäs Smultronbacken
- Fannbyn